# Kleinlangenfeld
Kleinlangenfeld is een plaats in de Duitse deelstaat Rijnland-Palts en maakt deel uit van de Eifelkreis Bitburg-Prüm.
Kleinlangenfeld telt 143 inwoners.

## Bestuur
De plaats is een Ortsgemeinde en maakt deel uit van de Verbandsgemeinde Prüm.
Verbandsvrije stad:  Bitburg